# Cucurbitaria coluteae
Cucurbitaria coluteae är en svampart som först beskrevs av Gottlob Ludwig Rabenhorst, och fick sitt nu gällande namn av Bernhard Auerswald 1870. Cucurbitaria coluteae ingår i släktet Cucurbitaria och familjen Cucurbitariaceae.   Inga underarter finns listade i Catalogue of Life.